# كيندال باين
كيندال باين (بالإنجليزية: Kendall Payne)‏ هي مغنية أمريكية، ولدت في 10 أبريل 1980 في سانتا مونيكا في الولايات المتحدة.

## وصلات خارجية
- الموقع الرسمي
- كيندال باين على موقع IMDb (الإنجليزية)
- كيندال باين على موقع ميوزك برينز (الإنجليزية)
- كيندال باين على موقع أول ميوزيك (الإنجليزية)
- كيندال باين على موقع ديسكوغز (الإنجليزية)